# Zjeleznogorsk (kraj Krasnojarsk)
Zjeleznogorsk (Russisch: Железногорск) is een gesloten stad (ZATO) in het zuiden van de Russische kraj Krasnojarsk. De stad telt bijna 100.000 inwoners (2008), waarmee het de grootste van alle gesloten steden van Rusland is. Zjeleznogorsk is opgezet rond een machinefabriek waar raketten en communicatiesatellieten worden gebouwd en waar iets eerder het gelijknamige plutoniumopwerkingscomplex Zjeleznogorsk werd aangelegd, waar zich momenteel Ruslands laatste plutoniumreactor bevindt.
In de sovjettijd droeg het de postcodenaam Krasnojarsk-26, maar de bewoners noemden de stad informeel ook 'Sotsgorod' ("socialistische stad"), 'Devjatka' ("negende"), 'p/ja 9' (postcode-index 9) of 'Atomgrad' ("atoomstad").
De stad vormt een gesloten stad (een soort gorodskoj okroeg) waarvan naast de stad ook de posjoloks Podgorny en Tartat en de derevnja's Dodonovo, Novy Poet en Sjivera, met 500 tot 5000 inwoners deel van uitmaken. Dit hele gebied van 456,67 km² is afgesloten en kan alleen worden bereikt via een aantal wachtposten.

## Geografie
De stad ligt aan de riviertjes Kantat en Bajkal, nabij de oostoever van de Jenisej, aan de voet van het Atamangebergte, een uitloper van het Jenisejgebergte aan de rand van de Oostelijke Sajan, op ongeveer 64 kilometer ten noorden van Krasnojarsk. De stad is bereikbaar over de weg vanaf Krasnojarsk, maar als gesloten stad moet vooraf toestemming worden verkregen om er te komen. Lange tijd bestond de stad officieel niet en was daarom ook niet aangegeven op de kaart.

## Geschiedenis

### Aanleg van het complex en de stad
Nadat de bommen op Hiroshima en Nagasaki waren gevallen in 1945, begon de Sovjet-Unie ook te zinnen op een eigen atoomwapenprogramma. Voor de bouw van grafiet-gemodereerde uraniumreactoren voor de productie van plutonium-239 (om die reden ook wel plutoniumreactoren genoemd) werd daarbij gezocht naar een plek die voldeed aan de volgende criteria van de Raad van Volkscommissarissen:
- in de buurt van een meer of rivier, zodat het koelwater snel kon worden betrokken (en eenvoudig er weer in kon worden geloosd);
- vrij van seismische activiteit;
- ver genoeg van de staatsgrens;
- nabij een groot industrieel centrum;
- de mogelijkheid om het complex ondergronds bouwen om kernraketten te weerstaan - volgens wetenschappers moest dit minimaal 200 meter zijn.

Hiervoor werden twee plekken gevonden; bij Krasnojarsk en bij Tomsk. Op advies van MVD/NKVD-bestuurder Avraami Zavenjagin en daarop in opdracht van Stalin werden deze beide plekken onderzocht, waarop in mei 1949 de plek in de kraj Krasnojarsk werd bezocht door onderzoeksexpeditie GSPI-11 van het Ontwerpinstituut van Leningrad, die hier de huidige plek nabij het dorp Dodonovo verkoos als beste plek. Dit omdat het Atamangebergte hier vlak bij de Jenisej kwam en ernaast een vallei gelegen was, waar een stad kon worden gebouwd. Stalin nam de bevindingen van de expeditie over en gaf opdracht tot de bouw van het gigantische ondergrondse complex voor de productie van plutonium. Op 20 augustus 1949 arriveerde met het stoomschip 'Maria Oeljanova' een bataljon van 800 ingenieurs en bouwlieden uit Glazov onder leiding van luitenant-kolonel Koernosych om de voorbereidende werkzaamheden voor de aanleg uit te voeren. In oktober werd onder barre omstandigheden (zonder machines, aanvoerswegen en levend in tenten) begonnen met de aanleg van pieren om schepen uit te kunnen laden, met de aanleg van een puinweg van 6 kilometer lang en de bouw van de eerste barakken. Eind oktober waren deze werken gereed en werd het team teruggeroepen naar Tomsk en werden 100 man achtergelaten om de opslagplaatsen te bewaken.
In februari 1950 werd het besluit tot de bouw van het ondergrondse complex en de stad goedgekeurd door Stalin. In maart 1950 kwam een bouwteam uit Leningrad naar de plek met een plan voor de aanleg van de stad tot 1980 op basis van het gebruikelijke rasterpatroon, maar zo compact mogelijk, met huizen van goede kwaliteit en waarbij her en der natuurlijke groenzones werden behouden. In mei 1950 werd het Goelaghervormingswerkkamp 'Granitny' opgezet, waarvan de gevangenen van mei tot oktober een 51-kilometer lang zijspoor moesten aanleggen van Bazaicha naar 'Sotsgorod' (Zjeleznogorsk), zodat er goederen naar de bouwplaatsen konden worden vervoerd vanuit Krasnojarsk. Op 15 augustus begon de bouw van de stad formeel met de legging van de eerste steen. Deze datum wordt als 'geboortedag' van de stad gezien, die toen nog bekendstond onder de naam 'woonnederzetting nr.9' (жилой посёлок п/я 9). Tot dan woonden de bouwers in aarden en houten hutten. In de zomer werd begonnen met de eerste boorwerkzaamheden in de berg.
Duizenden mensen werden bij de bouw betrokken, van wetenschappers tot naamloze gevangenen. In de eerste jaren waren met name gevangenen en militairen betrokken bij de bouw. Op 1 januari 1953 telde het Goelagkamp 'Granitny' 27.314 gevangenen, waarvan met de dood van Stalin 17.000 amnestie kregen. Het Goelagkamp werd hernoemd tot Poljanski. In mei 1953 telde dit 16.099 gevangenen en in 1960, toen het vermoedelijk sloot, nog 5.496 gevangenen. In totaal werden er van 1950 tot 1964 80.483 geplaatst. Volgens de documenten werden hier vooral mensen die waren veroordeeld voor administratieve of criminele vergrijpen geplaatst. Politieke gevangenen werden (mogelijk vanwege de geheimhouding van het object) alleen ingezet bij de aanleg van het zijspoor. Voor de bewaking van het complex werd de 61e legereenheid ingezet, die hier van 1949 tot 1993 was gelegerd. Voor de aanleg van het complex werden ook duikers ingezet, die in het diepste geheim op de bodem van de Jenisej koelwater inlaatinstallaties moesten aanleggen, soms onder het ijs bij -50 °C. Voor het maken van de onderaardse ruimten en gangen werden arbeiders ingezet die ook betrokken waren bij de aanleg van de Metro van Moskou. In totaal werd 12 miljoen m³ aan ruimten en gangenstelsels uitgehakt onder de grond.

### Verdere geschiedenis
In 1954 plaatste de Opperste Sovjet de 'gesloten stad' onder de openbare naam 'Krasnojarsk-26' onder krajbestuur en kreeg het in geheime documenten de naam Zjeleznogorsk. De stad telde toen 40.000 m² aan woonruimte, 5 scholen (met 1760 leerlingen) en een aantal andere voorzieningen. In 1956 kwamen 2252 vrijwilligers uit Moskou en Sint-Petersburg (waarvan 948 Komsomol) naar de bouw in reactie op een geheime oproep van Chroesjtsjov.
In 1958 werd ook de eerste plutoniumreactor in werking gesteld en werd de tweede stadsvormende onderneming geopend; een machinefabriek waar raketten en communicatiesatellieten voor de ruimtevaart werden geassembleerd. De raketten waren echter in de eerste plaats bedoeld om kernraketten te kunnen produceren die elke plek op aarde zouden kunnen bereiken. Het raketprogramma stond onder leiding van speciaal ontwerpbureau nr.1 van raketingenieur Sergej Koroljov. In 1959 werd er een afdeling van OKB-1 opgericht, dat onder leiding stond van Koroljov's ondergeschikte Michail Resjetnev. In januari 1962 werd de eerste raket afgevuurd vanaf Kapoestin Jar. In 1960 verrees een chemische fabriek. In 1961 werd de tweede reactor in werking gesteld en in 1964 de derde, die ook werd ingezet als warmte-krachtcentrale. Hierdoor was de stad voor de verwarming niet langer afhankelijk van ketelhuizen.
In 1958 werd ook een kunstmatig meer aangelegd, waaromheen nieuwe woongebieden moesten verrijzen. In de jaren 1960 werden er de eerste series chroestsjovka's (serie 1-335) gebouwd. In 1963 werd een nieuw stadsplanningsproject opgezet voor de ontwikkeling van de stad tot 1980, waarbij de centrale en noordelijke delen van de stad werden ontwikkeld in de vorm van grote systeembouwflats in de stijl van het 'socialistisch classicisme', die door architecten uit Leningrad naar de stad werd gehaald. In 1974 werd begonnen met een nieuwe serie huizenblokken uit de bouwschool van de 'verbeterde planning' (oeloetsjsjennoj planirovki).
In die tijd (jaren 1950-70) ontstond ook de voorzieningenlaag van de stad met scholen en kinderopvang, een ziekenhuis, winkels, gebouw van openbare diensten en een aantal sport- en cultuurinstellingen, zoals een operettetheater, poppentheater, bibliotheken, een muziekschool en een drietal bioscopen.
In de jaren 1980 werden een derde en vierde microdistrict gebouwd en werd het Tweede Wereldoorlogmonument en een monument ter ere van raketingenieur Koroljov opgericht. In 1988 werd een museum over de geschiedenis van de stad geopend. In 1990 begon de economische crisis (perestrojka) en verdwenen de geldverslindende defensieorders en daarmee een groot deel van de productie. Dit leidde tot uitstel van loonbetalingen en vervolgens tot protesten onder de bevolking. Een aantal bedrijfstakken kon echter haar productie behouden en de inkomens van de stad maakten een minder grote val door dan elders in de kraj. Pas aan het einde van de jaren 1990 nam de productie echter weer toe.
In 1992, na de val van de Sovjet-Unie, werd Zjeleznogorsk tot gesloten stad verklaard. Tot dan toe werd de naam Zjeleznogorsk nauwelijks gebruikt; deze werd veel vaker gewoon Krasnojarsk-26 genoemd of informeel 'Sotsgorod' (socialistische stad), 'Devjatka' ('negende'; naar het postbusnummer van het bestuursgebouw van de bouw), 'p/ja 9' (idem) of 'Atomgrad' (atoomstad). Om die reden werd eind 1991 onder de inwoners een verkiezing uitgeschreven voor de beste naam, waaruit de geldende naam 'Krasnojarsk-26' en het door de Russische pers gebruikte 'Atomgrad'. Op 4 januari 1994 werd echter toch de naam Zjeleznogorsk ingesteld, een naam die slechts 20% van de stemmen kreeg. Dit was omdat de cartografen weigerden de oude postbusnaam op de kaart te zetten.
In 2002 werd een nieuw plan ontwikkeld voor de ontwikkeling van de stad tot 2010 waarbij, na overleg met diverse instanties en bedrijven uit de stad, gericht werd op de energievoorziening, het investeringsklimaat, meer aandacht voor personeel, meer interactie met de regionale en federale regering en betere gezondheidszorg. De economie hangt nog altijd nauw samen met het nucleaire complex, waar een tijdelijke opslag moet komen voor gebruikte kernbrandstof en waar nu halfgeleiders van silicium worden geproduceerd. De economie hangt nog steeds nauw samen met wat de overheid van plan is qua raketten en kernenergie.

## Onderwijs, cultuur en bezienswaardigheden
In de stad bevindt zich de Krasnojarskse afdeling van het wetenschappelijk onderzoeksinstituut voor complexe energietechnologie, de Oost-Siberische afdeling van staatsprojectbureau Ipromasjprom en een afdeling van het Polytechnisch Instituut van Krasnojarsk. Er bevinden zich verder een operettetheater en een poppentheater, een museum over de geschiedenis van de stad en een dierentuin. Een opvallend gebouw is het Paleis van Cultuur dat in de jaren 1950 werd opgetrokken in necoclassicistische stijl onder leiding van architect B.G. Masjin.
| 1979   | 2002   |
| ------ | ------ |
| 86.200 | 93.875 |

## Geboren
- Dmitri Poljanski (1986), triatleet

Bestuurlijk centrum: Krasnojarsk

Artjemovsk · Atsjinsk · Bogotol · Borodino · Doedinka · Divnogorsk · Igarka · Ilanski · Jenisejsk · Kansk · Kodinsk · Lesosibirsk · Minoesinsk · Nazarovo · Norilsk · Oejar · Oezjoer · Sjarypovo · Sosnovoborsk · Zaozjorny · Zelenogorsk · Zjeleznogorsk